# Ilomantis
Ilomantis – rodzaj owadów z rzędu modliszek i rodziny Nanomantidae. Należące do niego gatunki zamieszkują Madagaskar.

## Systematyka
W czerwcu 2016 roku dr Sydney Brannoch z Case Western Reserve University i dr Gavin Svenson, kurator działu bezkręgowców w Cleveland Museum of Natural History (CMNH) i profesor Case Western Reserve University, opublikowali na łamach czasopisma „Insect Systematics & Evolution” wyniki badań, które przeprowadzili na 30 okazach modliszek ze zbiorów: Muzeum Historii Naturalnej w Paryżu, California Academy of Sciences (CAS) i Cleveland Museum of Natural History. W badaniach zastosowali nowatorską metodę identyfikacji gatunkowej owadów, opartej na badaniu żeńskich narządów płciowych zamiast tradycyjnego wykorzystania męskich genitaliów podczas tej klasyfikacji. W wyniku badań porównawczych zdecydowali o przywróceniu rodzaju Ilomantis, który był uprzednio stosowany jako synonim nazwy rodzajowej Nilomantis. Za gatunek typowy uznali Ilomantis thalassina (Saussure, 1899). Wyłonili także nowy gatunek, któremu nadali nazwę naukową Ilomantis ginsburgae.

## Morfologia
Oba gatunki są zbliżone wyglądem do innych modliszek zamieszkujących liście drzew. Ich spłaszczone ciała są wybarwione na kolor zielony, oczy mają kształt stożkowaty, a szerokie skrzydła są użyłkowane w sposób odwzorowujący strukturę liści.
Charakterystycznymi cechami budowy zewnętrznej, pozwalającymi na odróżnienie I. ginsburgae od pokrewnego I. thalassina, są: poprzeczna, rozwidlona pośrodku bruzda w niższej części czoła, nieprzekraczająca jego przedniej krawędzi, skleryty wewnątrzszyjne, episternity obramowujące płytkę zaszyjną i część błony tułowiowej oraz środkowy kil na przedpleczu, ciągnący się od środkowej części prozony do tylnej krawędzi metazony. Narządy rozrodcze samców odznaczają się m.in. małym wyrostkiem dystalnym, przylegającym do płatka prawoskrętnego, oraz zesklerotyzowanym wyrostkiem brzusznym o lekko łukowatym przednim brzegu i zakrzywionym brzegu tylnym. Genitalia samic cechują redukcja środkowego wyrostka (ang. medial outgrowth) ósmej gonapofizy i zbieżne przedziałki wierzchołkowe na płytkowatym wyrostku gonokoksytu drugiej pary (ang. gonoplac).

## Rozmieszczenie geograficzne
I. ginsburgae zamieszkują południową część Madagaskaru, a I. thalassina północną część wyspy.